# Liste antiker Ortsnamen und geographischer Bezeichnungen/Qu
| Lateinischer Name | Griechischer Name | Beschreibung                                                                     | Heute                                            | Quellen und Verweise | Lage |
| ----------------- | ----------------- | -------------------------------------------------------------------------------- | ------------------------------------------------ | -------------------- | ---- |
| Quacerni          |                   |                                                                                  |                                                  | Smith;               |      |
| Quadi             |                   |                                                                                  |                                                  | Smith;               |      |
| Quadiates         |                   |                                                                                  |                                                  | Smith;               |      |
| Quadrata          |                   | römische Militäranlage in Pannonien                                              | Lébény in Ungarn                                 |                      |      |
| Quadrata          |                   | römische Siedlung in Oberitalien                                                 | Verolengo im Piemont                             | Smith;               |      |
| Quadratae         |                   |                                                                                  |                                                  | Smith;               |      |
| Quadriburgium     |                   | römische Befestigungsanlage am Niedergermanischen Limes                          | Qualburg bei Bedburg-Hau am Niederrhein          | Smith;               |      |
| Quariates         |                   | gallischer Stamm                                                                 |                                                  | Smith;               |      |
| Quarquerni        |                   |                                                                                  |                                                  | Smith;               |      |
| Quarquerni        |                   |                                                                                  |                                                  | Smith;               |      |
| Quartensis Locus  |                   |                                                                                  |                                                  | Smith;               |      |
| Querquerni        |                   |                                                                                  |                                                  | Smith;               |      |
| Querquetula       |                   |                                                                                  |                                                  | Smith;               |      |
| Quinda            |                   |                                                                                  |                                                  | Smith;               |      |
| Quintanae         |                   |                                                                                  |                                                  | Smith;               |      |
| Quintiana Castra  |                   | Kastell am rätischen Limes                                                       | Kastell Künzing, Niederbayern                    | Smith;               |      |
| Quintiana positio |                   | unbedeutender Hafenplatz an der tyrrhenischen Küste, etwa westlich von Tarquinia |                                                  | RE;                  |      |
| Quiza Cenitana    | Κούϊζα (Kouiza)   | römische Kolonie in Mauretania Caesariensis                                      | etwa 20 km nordöstlich von Mostaganem in Marokko | Smith;               |      |